# (1717) Arlon
Pour les articles homonymes, voir Arlon (homonymie).
(1717) Arlon est un astéroïde de la ceinture principale découvert par l'astronome belge Sylvain Arend le 8 janvier 1954 à l'observatoire royal de Belgique à Uccle. Sa désignation provisoire était 1954 AC. Il doit son nom à la ville d'Arlon en Belgique.